# Marquesado de Pozo Rubio
El marquesado de Pozo Rubio es un título nobiliario español creado por la reina María Cristina de Habsburgo Lorena y concedido, en nombre de Alfonso XIII, a Ángela Roca de Togores y Aguirre-Solarte por real decreto del 29 de mayo de 1887 y despacho expedido el 18 de junio del mismo año.
El rey Alfonso XIII le concedió la grandeza de España el 20 de noviembre de 1910 (real decreto del 16 de julio) para la primera titular.

## Marqueses de Pozo Rubio
|                           | Titular                                         | Periodo                   |
| Creación por Alfonso XIII | Creación por Alfonso XIII                       | Creación por Alfonso XIII |
| ------------------------- | ----------------------------------------------- | ------------------------- |
| I                         | Ángela Roca de Togores y Aguirre-Solarte        | 1887-1934                 |
| II                        | Raimundo Fernández-Villaverde y Roca de Togores | 1935-1949                 |
| III                       | Pedro Fernández-Villaverde y Roca de Togores    | 1950-1981                 |
| IV                        | José Fernández-Villaverde y Roca de Togores     | 1981-1988                 |
| V                         | Álvaro Fernández-Villaverde y Silva             | 1989-hoy                  |

## Historia de los marqueses de Pozo Rubio
- Ángela Roca de Togores y Aguirre-Solarte (n. Madrid, 1 de marzo de 1857), I marquesa de Pozo Rubio, dama de la Orden de María Luisa.[1][2]

Casó el 13 (o 15) de junio de 1887 con Raimundo Fernández-Villaverde y García-Rivero, presidente del Consejo de Ministros, ministro de la Gobernación, de Gracia y Justicia y de Hacienda etc. En 1935 le sucedió su hijo:
- Raimundo Fernández-Villaverde y Roca de Togores (Madrid, 19 de febrero de 1889-Madrid, 1 de marzo de 1948), II marqués de Pozo Rubio.[1]

Casó con María Luisa Moltke-Huitfeldt y Bonaparte. Sin descendientes. El 8 de marzo de 1950 le sucedió su hermano:
- Pedro Fernández-Villaverde y Roca de Togores (n. Madrid, 13 de enero de 1896),  III marqués de Pozo Rubio, caballero de la Orden de Calatrava.[1]

Casó con Odilia Girona y Salgado. Sin descendientes. El 14 de diciembre de 1981, previa orden del 20 de noviembre del mismo año para que se expida la correspondiente carta de sucesión (BOE del 16 de diciembre), le sucedió su hermano:
- José Fernández-Villaverde y Roca de Togores (Madrid, 2 de abril de 1902-Madrid, 15 de junio de 1988), IV marqués de Pozo Rubio, caballero y comendador mayor de la Orden de Calatrava, embajador de España, consejero permanente de Estado, subsecretario de asuntos exteriores, vocal del tribunal de arbitraje de La Haya, Gran Cruz de la Orden de Carlos III, de la de Isabel la Católica, del Mérito Naval, de San Raimundo de Peñafort, de Dannebrog de Dinamarca, de Orange-Nassau de Holanda, de la Orden de Cristo de Portugal, de la Cruz del Sur de Brasil, de Vasco Núñez de Balboa de Panamá, de la Orden del Quetzal de Guatemala, de Al-Gumuhuria de Egipto y de Kawkab de Jordania, caballero de la Legión de Honor, de la Estrella Polar de Suecia y de la Corona de Bélgica.[5][6]

Casó el 26 de diciembre de 1942, en la parroquia de San Marcos (Madrid), con Casilda de Silva y Fernández de Henestrosa (1914-2008), XIV duquesa de San Carlos, IV duque de Santo Mauro, XIV marquesa de Santa Cruz, XII marquesa de Villasor, XVI marquesa del Viso, XVI marquesa de Arcicóllar, II condesa de Carvajal, II condesa de Estradas, III condesa de San Martín de Hoyos, XI condesa de Castillejo etc. El 11 de diciembre de 1989, previa orden del 19 de septiembre del mismo año (BOE del 17 de octubre), le sucedió su hijo:
- Álvaro Fernández-Villaverde y Silva (n. Woking, Londres, 3 de noviembre de 1943), V marqués de Pozo Rubio, VI duque de San Carlos, V duque de Santo Mauro, XV marqués de Santa Cruz, XIII marqués de Villasor, XVII marqués del Viso, XII conde de Castillejo y conde de Togores, caballero de la Orden de Santiago, maestrante de Sevilla, Cruz de caballero y comendador de la Orden de Isabel La Católica, licenciado en Derecho y diplomático, presidente de la Diputación y Consejo de la Grandeza de España y vocal del Patronato del Museo Naval.[9][6]

Casó en primeras nupcias el 5 de abril de 1968, en la catedral de Ciudad Rodrigo, con Estrella Bernaldo de Quirós y Tacón (n. 1944), hija de Luis Bernaldo de Quirós y Bustillo y su esposa Ana María Tacón y Rodríguez de Rivas, V duquesa de la Unión de Cuba. Casó en segundas nupcias el 27 de abril del 2002, en Valdepeñas (Ciudad Real), con Enriqueta Bosch y García Bravo (n. 1948).